# Abatocera keyensis
Abatocera keyensis är en skalbaggsart som beskrevs av Stefan von Breuning 1943. Abatocera keyensis ingår i släktet Abatocera och familjen långhorningar. Inga underarter finns listade i Catalogue of Life.